# Puya lanuginosa
Puya lanuginosa là một loài thực vật có hoa trong họ Bromeliaceae. Loài này được (Ruiz & Pav.) Schult. & Schult.f. miêu tả khoa học đầu tiên năm 1830.